# 3GP
3GP este unul dintre cele mai cunoscute formate container, creat pentru telefoanele mobile 3G de către Third Generation Partnership Project (3GPP). Este folosit pe telefoanele mobile 3G, dar poate fi utilizat și pe unele telefoane 2G și 4G.

## Specificații
3GP este definită în specificația tehnică ETSI 3GPP. 3GP este un format de fișiere necesar pentru tipurile de conținut audio / video asociate și textul temporizat în specificațiile tehnice ETSI 3GPP pentru  IP Multimedia Subsystem (IMS), Multimedia Messaging Service (MMS), Multimedia Broadcast/Multicast Service (MBMS) și Transparent end-to-end Packet-switched Streaming Service (PSS)

## Detalii tehnici
Formatele de fișiere 3GP și 3G2 sunt structurate pe baza formatelor de fișiere media de bază ISO definite în ISO / IEC 14496-12 - MPEG-4 partea 12. 